# 12 век пр.н.е.

## Събития
- ранен 12 век пр.н.е.: Разрушаване на много микенски центрове на гръцка земя (Пилос, Микена, Тиринт, Йолк и др.)Траките да обособени в групи и населяват Балканския полуостров
- 1185 пр.н.е.: Разрушаване на Троя VIIa
- ок. 1180 пр.н.е.: Разпадане на голямото царство Хети
- около 1150 пр.н.е в долината на Оахака пристига културното влияние на олмеките
- Управление на Рамзес VI (между 20 октомври – 2 ноември 1145 пр.н.е. до 8 ноември 1137 пр.н.е.)

## Личности
Фараони на Древен Египет:
- Сети II (1204 – 1198 пр.н.е. от 19. династия)
- Сиптах (1198 – 1193 пр.н.е.)
- Твосрет (1191 – 1189 пр.н.е.)
- Сетнахт (1190 – 1187 пр.н.е., първият фараон от 20. династия)
- Рамзес III (1187 – 1156 пр.н.е.)
- Рамзес IV (1156 – 1150 пр.н.е.)
- Рамзес V (1150 – 1145 пр.н.е.)
- Рамзес VI (1145 – 1137 пр.н.е.)
- Рамзес VII (1137 – 1129 пр.н.е.)
- Рамзес VIII (1128 пр.н.е.)
- Рамзес IX (1127 – 1109 пр.н.е.)
- Рамзес X (1109 – 1105 пр.н.е.)
- Рамзес XI (1105 – 1070 пр.н.е.)